# Katedra św. Stefana w Paryżu
Katedra św. Stefana – prawosławna katedra w Paryżu, wzniesiona w stylu bizantyjskim, główna świątynia Greckiej Metropolii Francji oraz siedziba parafii, położona w XVI okręgu paryskim. Od 1995 posiada status zabytku.

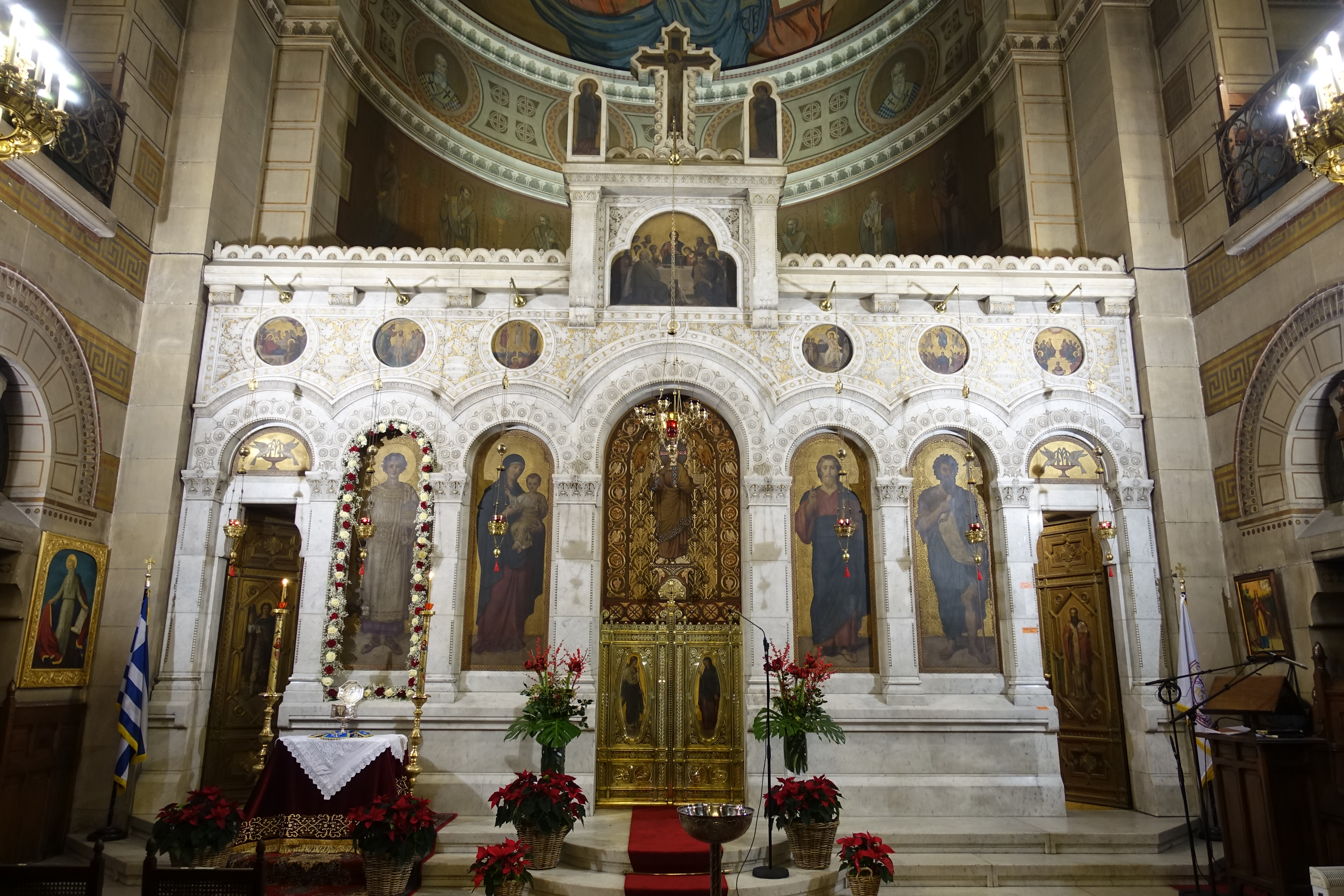
Ikonostas

Katedra powstała w 1895, jej budowa została w dużej mierze sfinansowana przez rodzinę Schilizzi, która już wcześniej wspierała materialnie Kościół prawosławny, przekazując środki na budowę nowych świątyń i wspierając Studium Teologiczne Patriarchatu Ekumenicznego na Chalkis. Została zaprojektowana przez Josepha Vaudremera, autora kilku kościołów katolickich w Paryżu oraz pałacu biskupiego w Beauvais. Ikony wykonał Charles Lameire, dekorator bazyliki Notre Dame de la Garde w Marsylii. Z kolei autorem ikonostasu jest Ludiwing Tiersch, pracujący wcześniej w Atenach oraz w świątyniach grecko-prawosławnych w Londynie i Karlsruhe.
Od początku swojego istnienia katedra stanowiła kulturalne centrum imigracji greckiej we Francji, działa przy niej grecka szkoła. Miały tu miejsce ślub Édith Piaf i uroczystości pogrzebowe Marii Callas.
Nad wejściem do budynku widnieje napis „Intencją fundatora, świątynia ta przeznaczona jest celowi gromadzenia jego rodaków, na ziemi francuskiej”.
Od 1953 katedra jest siedzibą eparchii, dziesięć lat później została siedzibą egzarchatu patriarchy Konstantynopola dla Hiszpanii i Portugalii oraz Greckiej Metropolii Francji. W 1995 Świętą Liturgię celebrował tu patriarcha Bartłomiej I.